# Audrey Ellis Fox
Audrey Ellis Fox (* 3. März in Los Angeles, Kalifornien) ist eine US-amerikanische Schauspielerin und Filmschaffende.

## Leben
Fox wurde in Los Angeles geboren. An der Brown University erlangte sie ihren Bachelor of Arts. Sie gab 2000 im Film Housebound ihr Schauspieldebüt. Nach gut neun Jahren ohne Filmrollen, war sie ab 2009 in unregelmäßigen Abständen in verschiedenen Kurzfilmproduktionen zu sehen. 2014 spielte sie im Film Alpha House die Rolle der Emily. Im selben Jahr wirkte sie zudem noch in weiteren Film- und Serienproduktionen mit. Sie trat in einzelnen Episoden der Fernsehdokuserien Chronologie des Grauens, Deadly Sins – Du sollst nicht töten und Murder Among Friends auf.
Ihr Kurzfilm Retreat wurde am 21. Juli 2019 auf dem LA Shorts International Film Festival gezeigt. 2022 wurde sie für ihre Musikvideos für die Interpreten Avril Lavigne, Travis Barker und Blackbear für die MTV Video Music Awards nominiert.

## Filmografie (Auswahl)

### Schauspiel
- 2000: Housebound
- 2009: Only Diamonds (Kurzfilm)
- 2011: Una Hora Por Favora (Kurzfilm)
- 2013: Killing Slashers (Kurzfilm)
- 2014: Fatales Vertrauen – Dem Mörder so nah (Unusual Suspects, Fernsehdokuserie, Episode 6x07)
- 2014: Bigfoot Wars
- 2014: Alpha House
- 2014: www.idontknowwhatiwant.com (Kurzfilm)
- 2014: Fatty (Kurzfilm)
- 2014: Hotel Secrets & Legends (Fernsehserie, Episode 1x10)
- 2014: OMG! EMT! (Fernsehserie, 2 Episoden)
- 2014: Pink Zone
- 2014: Tinder #Itendshere: A Parody (Kurzfilm)
- 2014: Gender Neutral Baby (Kurzfilm)
- 2014: Phantom Halo – Brüder am Abgrund (Phantom Halo)
- 2014: Chronologie des Grauens (Murder Book, Fernsehdokuserie, Episode 1x01)
- 2014: Law & Order: Special Victims Unit (Fernsehserie, Episode 16x10)
- 2014: Homes of Horror (Fernsehserie, 1 Episode)
- 2015: Deadly Sins – Du sollst nicht töten (Deadly Sins, Fernsehdokuserie, Episode 4x07)
- 2015: Catfish – Verliebte im Netz (Catfish: The TV Show, Fernsehserie, Episode 3x13)
- 2015: Some Kind of Hate
- 2015: R.I.P. (Fernsehserie, Episode 1x07)
- 2015: Status (Kurzfilm)
- 2015: Makeup Call (Fernsehserie, 2 Episoden)
- 2015: I Blacked Out Last Night and Now I Don’t Exist (Kurzfilm)
- 2016: Murder Among Friends (Fernsehdokuserie, Episode 1x05)
- 2016: Game Shakers – Jetzt geht’s App (Game Shakers, Fernsehserie, Episode 2x06)
- 2017: Gringo (Kurzfilm)
- 2017: American Horror Story (Fernsehserie, Episode 7x07)
- 2017: Gentlemen’s Fury
- 2018: Nothing Like the Sun

### Regie
- 2012: Mass Grave (Kurzfilm)
- 2014: www.idontknowwhatiwant.com (Kurzfilm)
- 2014: Tinder #Itendshere: A Parody (Kurzfilm)
- 2014: Internet Eulogies (Kurzfilm)
- 2014: Gender Neutral Baby (Kurzfilm)
- 2015: Trapped in the Jacuzzi (Kurzfilm)
- 2015: Horny & Alone (Kurzfilm)
- 2017: Audreytina: I Don’t Believe in Mysteries (Musikvideo)
- 2018: Momoko: Ether Flower (Musikvideo)
- 2019: Retreat (Kurzfilm)
- 2020: Patricia Drive (Kurzfilm)
- 2021: Joshua Bassett: Telling Myself (Musikvideo)
- 2021: Eddie Benjamin: Speechless (Musikvideo)
- 2022: Avril Lavigne Feat. Blackbear: Love It When You Hate Me (Musikvideo)
- 2022: Q: Stereo Driver (Musikvideo)
- 2022: Q: Today (Musikvideo)
- 2023: Dove Cameron, Khalid: We Go Down Together (Musikvideo)
- 2023: Chlöe & Future: Cheatback (Musikvideo)
- 2023: Simu Liu – Don’t (Musikvideo)

### Produktion
- 2012: Mass Grave (Kurzfilm)
- 2014: www.idontknowwhatiwant.com (Kurzfilm)
- 2014: Tinder #Itendshere: A Parody (Kurzfilm)
- 2014: Gender Neutral Baby (Kurzfilm)
- 2015: Trapped in the Jacuzzi (Kurzfilm)
- 2015: Horny & Alone (Kurzfilm)
- 2015–2016: CW FanTalk: The Flash (Fernsehserie, 19 Episoden)
- 2017: Audreytina: I Don’t Believe in Mysteries (Musikvideo)
- 2018: Momoko: Ether Flower (Musikvideo)
- 2019: Real Madrid: It’s Coming (Kurzfilm)
- 2019: Wilder Woods – Supply & Demand (Musikvideo)
- 2019: Retreat (Kurzfilm)
- 2019: Lukas Graham: Lie (Musikvideo)
- 2020: My Chemical Romance: A Summoning (Musikvideo)
- 2020: Patricia Drive (Kurzfilm)
- 2022: Q: Stereo Driver (Musikvideo)

### Drehbuch
- 2012: Mass Grave (Kurzfilm)
- 2012: Off Beat (Fernsehserie, Episode 1x01)
- 2014: www.idontknowwhatiwant.com (Kurzfilm)
- 2014: Tinder #Itendshere: A Parody (Kurzfilm)
- 2014: Gender Neutral Baby (Kurzfilm)
- 2015: Trapped in the Jacuzzi (Kurzfilm)
- 2015: Horny & Alone (Kurzfilm)
- 2017: Audreytina: I Don’t Believe in Mysteries (Musikvideo)
- 2018: Momoko: Ether Flower (Musikvideo)
- 2019: Retreat (Kurzfilm)
- 2020: Patricia Drive (Kurzfilm)
- 2022: Q: Stereo Driver (Musikvideo)
- 2022: Q: Today (Musikvideo)